# Al Jean
Al Jean, pseudonimo di Alfred Ernest Jean III (Farmington Hills, 9 gennaio 1961), è un produttore televisivo e sceneggiatore statunitense noto principalmente per il suo lavoro nella serie animata I Simpson.

## Biografia
Al Jean è nato il 9 gennaio 1961 a Farmington Hills in Michigan. Ha frequentato la Harvard University, dove si è laureato in storia. Durante il suo periodo universitario, ha iniziato a scrivere per il suo giornale studentesco e ha sviluppato un interesse per la scrittura comica.

## Carriera
Jean ha iniziato la sua carriera nel mondo della televisione come sceneggiatore per la serie animata I Simpson creata da Matt Groening nel 1989. Nel 1993, è diventato co-produttore esecutivo e, successivamente, showrunner della serie. Sotto la sua direzione, I Simpson ha ricevuto numerosi riconoscimenti e ha continuato a essere uno dei programmi più longevi della storia della televisione. Oltre al suo lavoro su I Simpson, Jean ha anche scritto e prodotto per altre serie, tra cui The Critic (che ha creato lui insieme a Mike Reiss) e I Simpson - Il film, uscito nel 2007.

## Riconoscimenti
Al Jean ha ricevuto numerosi premi e riconoscimenti nel corso della sua carriera, tra cui diversi Emmy Awards per il suo lavoro ne I Simpson. La serie stessa ha vinto premi prestigiosi e ha ricevuto nomination in diverse categorie negli anni. Jean è stato riconosciuto per il suo contributo all'industria dell'animazione e per il suo impatto sulla cultura popolare.

## Vita privata
Al Jean è noto per mantenere una vita privata e riservata, è sposato e ha figli ed è un appassionato di giochi di ruolo e ha un interesse particolare per la cultura pop e la letteratura. Jean è anche un sostenitore di varie cause sociali e ha partecipato a iniziative benefiche.

## Opere
- I Simpson (1989 - presente)
- I Simpson - il film (2007)
- The Critic (1994 - 1995)
- The Longest Daycare (2012)
- Welcome to the Club (2022)
- Playdate with Destiny (2020)
- I Simpson in Plusaversary (2021)
- The Force Awakens from its Nap (2021)
- The Tonight Show Starring Johnny Carson (1962 - 1992)
- ALF (1986 - 1990)
- Sledge Hammer! (1986 - 1988)
- It's Garry Shandling's Show (1986 - 1990)